# Conselho Nacional de Desenvolvimento Científico e Tecnológico
Conselho Nacional de Desenvolvimento Científico e Tecnológico (até 1974 Conselho Nacional de Pesquisas, cuja sigla, CNPq, se manteve) é uma entidade ligada ao Ministério da Ciência, Tecnologia e Inovações (MCTI) para incentivo à pesquisa no Brasil.

## Base jurídica
O CNPq foi criado pela Lei nº 1.310, de 15 de janeiro de 1951, com a denominação de Conselho Nacional de Pesquisas. Na ocasião, o art. 1º, §1º dessa lei atribuiu ao conselho personalidade jurídica própria e o subordinou diretamente à Presidência da República. Posteriormente, a Lei nº 6.129, de 6 de novembro de 1974 transformou o Conselho Nacional de Pesquisas no atual Conselho Nacional de Desenvolvimento Científico e Tecnológico e reformulou sua configuração jurídica, atribuindo-o personalidade jurídica de direito privado, sob a forma de fundação. Desde a edição do Decreto nº 91.146, de 15 de março de 1985, o CNPq é vinculado ao Ministério da Ciência e Tecnologia (atual MCTIC). Seu estatuto mais recente foi aprovado pelo Decreto nº 8.866, de 3 de outubro de 2016.

## História
O CNPq é considerado uma das instituições mais sólidas na área de investigação científica e tecnológica entre os países em desenvolvimento, seu objetivo principal.
O período conturbado do pós-guerra (1949–1954), também marcado por turbulências na política nacional, ampliou o interesse do CNPq em sua iniciativa de capacitar o Brasil para o domínio da energia atômica, tema de importância estratégica naquele momento. Porém, seu papel intensificou-se com o passar do tempo para o financiamento de pesquisas científicas e tecnológicas nas diversas áreas do conhecimento, com bolsas e auxílios.
Com sede em Brasília, o CNPq era o órgão que centralizava a coordenação da política nacional de ciência e tecnologia até a criação do respectivo ministério, em 1985.
O CNPq tem muitos órgãos federais e agências de fomento estrangeiras como parceiros.

### 1995 a 2020
José Galizia Tundisi foi presidente de 1995 a 1998, e foi sucedido pelo engenheiro Evando Mirra de Paula e Silva, que ocupou o cargo de 1999 a 2001. Foi sucedido pelo médico Esper Abrão Cavalheiro, presidente de 2001 a 2003, seguido pelo também médico Erney Felício Plessmann de Camargo, que ocupou o cargo entre 2003 e 2007.
Marco Antonio Zago, terceiro médico em sequência, foi presidente de 2007 até até janeiro de 2010. Foi substituído por Carlos Alberto Aragão de Carvalho Filho, que foi presidente até 2011, quando foi sucedido por Glaucius Oliva, que ficou no cargo até 2015. Entre 2015 e 2016, o CNPq foi presidido pelo bioquímico Hernan Chaimovich Guralnik que, de acordo com nota publicada pelo MCTI, deixou o cargo por motivos de saúde. Entre 2016 e 2019, o CNPq foi presidido pelo engenheiro eletricista Mário Neto Borges.
Mário foi exonerado em janeiro de 2019, e João Luiz Filgueiras de Azevedo se tornou o presidente em seu lugar, durante o governo de Jair Bolsonaro. Em agosto de 2019, como presidente do CNPq, Azevedo anunciou que 80 mil pesquisadores ficariam sem pagamento de suas bolsas de pesquisa a partir de setembro, devido ao déficit no orçamento. O Ministério da Ciência, Tecnologia, Inovações e Comunicações (MCTIC), ao qual o CNPq está ligado, afirmou que estava negociando com a Casa Civil a liberação do dinheiro necessário. Em outubro, o governo federal propôs a fusão do CNPq com a Capes, e Azevedo se pronunciou publicamente contra a ideia.
Em abril de 2020, Azevedo foi demitido por Bolsonaro, após combater o governo devido aos cortes de verbas e esvaziamento do órgão. Em seu lugar, assumiu o cargo o agrônomo Evaldo Ferreira Vilela..
Em 13 de janeiro de 2023, após a posse do  Presidente Luiz Inácio Lula da Silva, governo eleito em 2022, a Ministra  Luciana Santos decidiu nomear  Ricardo Galvão como presidente do CNPq, vindo a assumir no dia 17 de janeiro.

### Apagão
Em 24 de junho de 2021, o CNPq sofreu um apagão de dados que deixou cientistas sem acesso ao Lattes e outros sistemas. Outras plataformas que saíram do ar são a Plataforma Carlos Chagas e o Diretório dos Grupos de Pesquisa no Brasil. O orçamento do CNPq é o menor em duas décadas (R$ 1.27 bilhão), que levou a uma terceirização de seus serviços. Tanto o Lattes quanto a Plataforma Carlos Chagas operam com softwares ultrapassados. A falha ocorreu durante a migração dos sistemas do CNPq, que demora cerca de 48 horas para finalizar. O apagão também coincidiu com a seleção de estudantes em instituições de ensino, que usam o Lattes para avaliar os candidatos. A submissão, prestação de contas e vigências das bolsas foram prorrogadas.
Havia o temor por parte dos cientistas de haver perda de dados do sistema, com boatos de que o Conselho não possuía um backup. O então ministro Marcos Pontes afirmou que a causa era um componente de computador pifado, além disso, que se tratava de um problema menor e não houve perda de dados. Em email para a Folha de S.Paulo, um funcionário do CNPq afirmou que o principal servidor do sistema foi afetado e que o equipamento não tinha garantia e contrato de manutenção. O presidente do CNPq, Evaldo Vilela, esclareceu que a peça era uma controladora de armazenamento e a sua pane afeta a comunicação com a base de dados, mas que não houve perda de dados. Funcionários também apontavam a falha aos cortes do orçamento feitos pelo governo, mas ambos Pontes e Vilela negaram. Ex-presidentes do conselho como Glaucius Oliva, João de Azevedo e Mario Borges se pronunciaram dizendo que a fala era um exagero, mesmo que condenassem o corte. Pessoas como Roberto Muniz Barretto, presidente Associação dos Servidores do CNPq (Ascon) e do Sindicato Nacional dos Gestores em Ciência e Tecnologia (SindGCT) concordam com o apontamento.
A previsão era que o sistema voltasse no dia 2 de agosto, mas houve atrasos. O Lattes voltou parcialmente no dia 3 sem que pudessem fazer atualizações nos currículos. O sistema voltou a funcionar integralmente no dia 7 de agosto.